# Монастеро (Сондрио)
Монастеро је насеље у Италији у округу Сондрио, региону Ломбардија.
Према процени из 2011. у насељу је живело 262 становника. Насеље се налази на надморској висини од 634 м.